# Lutjanus carponotatus
Espèce
Lutjanus carponotatus est une espèce de poissons de la famille des Lutjanidae.